# 金重远
金重远（1934年—2012年6月7日），江苏省江阴市人，毕业于列宁格勒大学历史系，复旦大学历史系教授。金重远精通俄语、英语、法语、德语和汉语，是著名的欧美史史学家。

## 生平
1934年，金重远出生在江苏省江阴县。
1954年，金重远远赴苏联列宁格勒大学留学，学习法国史。
1959年，金重远学成归国，在复旦大学历史系当教师。1985年，复旦大学将金重远升格为教授职衔。
1990年，中华人民共和国国务院学位委员会任命金重远为世界近现代史博士生导师。
1997年，复旦大学将金重远的职衔由教授提拔到“首席教授”。

## 职务
- 全国法国史研究会理事
- 上海市世界史学会副会长
- 上海市社联常委

## 作品
- 《世界当代史》，复旦大学出版社，2004年，ISBN 9787309038200。
- 《百年风云巴尔干》，复旦大学出版社，2010年，ISBN 9787309074000。
- 《半岛战争：大拿破仑伊比利亚覆师记》，上海辞书出版社，2003年，ISBN 9787532613618。
- 《20世纪的法兰西》，复旦大学出版社，2004年，ISBN 9787309040975。
- 《20世纪的世界：百年历史回溯》，复旦大学出版社，2000年，ISBN 9787309023640。

## 奖项
1991年，金重远荣获“全国优秀教师”称号。
1995年，金重远荣获“上海市优秀教育工作者”称号。
2004年，金重远荣获“圣彼得堡300周年荣誉勋章”及证书，由俄罗斯联邦总统弗拉基米尔·弗拉基米罗维奇·普京颁发。
2006年，金重远荣获法国政府颁发的“法国教育骑士勋章”。
2011年，金重远荣获复旦大学第八届“校长奖”。